# (73697) 1991 RT29
(73697) 1991 RT29 – planetoida z pasa głównego asteroid okrążająca Słońce w ciągu 3,83 lat w średniej odległości 2,45 j.a. Odkryta 12 września 1991 roku.